# Walihan Sailike
Walihan Sailike (Уәлихан Серік; Emin County, 3 de março de 1992) é um lutador de estilo greco-romana chinês de origem cazaque, medalhista olímpico.

## Carreira
Sailike esteve nos Jogos Olímpicos de Verão de 2020 em Tóquio, onde participou do confronto de peso galo, conquistando a medalha de bronze após derrotar o ucraniano Lenur Temirov.